# Спін-орбіталь
Спін-орбіталь (англ. spin-orbital) — одноелектронна хвильова функція електрона в атомi або молекулі. 
За відсутності спін-орбітальної взаємодії ця функція факторизується, тобто точно представляється добутком просторової функції (орбіталі), яка залежить лише від просторових координат електрона, та спінової функції, яка залежить лише від спінової координати електрона.
Орбіталь ψi(r) може бути пов'язана або з α(ξ), або з β(ξ) спіновою функцією, спінова координата ξ при цьому набирає два можливі значення (1/2 or –1/2), що є мірою компонента спінового кутового моменту на вісь z в одиницях h/2π. Отже, спін-орбіталі мають вигляд ψi(r)α(ξ) та ψi(r)β(ξ).